# 百灵庙办事处
百灵庙办事处，1949年由达尔罕旗析置。与桃力民办事处类似，是当时蒙汉分治下的产物。
办事处驻地百灵庙（今内蒙古自治区达尔罕茂明安联合旗驻地百灵庙镇）。属绥远省。九·一九起义后，中共政权接管绥远省全境。1950年撤销，设立五当召区、乌兰花区两区（县级）。11月27日，获得绥远省人民政府批准。